# Korczew (gromada w powiecie łosickim)
Korczew – dawna gromada, czyli najmniejsza jednostka podziału terytorialnego Polskiej Rzeczypospolitej Ludowej w latach 1954–1972.
Gromady, z gromadzkimi radami narodowymi (GRN) jako organami władzy najniższego stopnia na wsi, funkcjonowały od reformy reorganizującej administrację wiejską przeprowadzonej jesienią 1954 do momentu ich zniesienia z dniem 1 stycznia 1973, tym samym wypierając organizację gminną w latach 1954–1972.
Gromadę Korczew z siedzibą GRN w Korczewie utworzono – jako jedną z 8759 gromad – w powiecie sokołowskim w woj. warszawskim, na mocy uchwały nr VI/10/21/54 WRN w Warszawie z dnia 5 października 1954. W skład jednostki weszły obszary dotychczasowych gromad Bużyska, Józefin, Korczew, Knychówek, Laskowice, Starczewice i Szczeglacin ze zniesionej gminy Korczew w tymże powiecie. Dla gromady ustalono 25 członków gromadzkiej rady narodowej.
1 stycznia 1956 gromada weszła w skład nowo utworzonego powiatu łosickiego w tymże województwie.
31 grudnia 1959 do gromady Korczew przyłączono obszar zniesionej gromady Drażniew w powiecie łosickim (bez wsi Ruda Instytutowa i Tokary) oraz wsie Czaple-Wieś, Bartków Nowy, Bartków Stary, Mogielnica i Zaleś ze znoszonej gromady Czaple-Andrelewicze w powiecie sokołowskim w tymże województwie.
Gromada przetrwała do końca 1972 roku, czyli do kolejnej reformy gminnej. 1 stycznia 1973 – tym razem w powiecie łosickim – reaktywowano gminę Korczew (w 1999 gmina Korczew przyjęła trzecią z rzędu przynależność powiatową – znajduje się w powiecie siedleckim).